# Jöns Jacob Berzelius
Jöns Jacob Berzelius (Väversunda Sörgård, Suècia, 20 d'agost de 1779 - Estocolm, 7 d'agost de 1848) fou un químic suec. Juntament amb Robert Boyle, John Dalton, i Antoine Lavoisier és considerat un dels fundadors de la química moderna. Berzelius va esdevenir membre de la Reial Acadèmia Sueca de Ciències el 1808 i des de 1818 va ser-ne el funcionari principal. És conegut a Suècia com el "pare de la química sueca". El dia de Berzelius se celebra el 20 d'agost en honor a ell.
Les seves aportacions més importants se centren en el descobriment de nous elements químics, l'establiment dels seus símbols actuals i en la determinació dels pesos atòmics. Cal destacar, també, la teoria dualista –un dels primers models per interpretar el comportament dels compostos inorgànics– i els primers estudis rigorosos sobre la catàlisi. És reconegut per haver estat el primer analista del segle xix.

## Biografia
Va néixer el 17 d'agost de 1779 en un poblet petit, Väversunda, de la regió sueca de Gothland, on els seus pares passaven les vacances. Es va quedar orfe molt jove i fou educat pel seu padrastre. El 1796 deixà l'escola, ja amb la fama d'un futur geni, i entrà a la Universitat d'Uppsala a estudiar Medicina; paral·lelament començà a interessar-se per la Química –malgrat que el seu professor encara explicava la teoria del flogist–, i començà a fer experiments a un laboratori que havia instal·lat a casa seva; el 1800 entrà a treballar en un laboratori d'anàlisi d'aigües minerals i inicià la seva carrera científica. L'any 1802 es doctorà amb una tesi sobre aplicacions mèdiques del corrent elèctric coneixedor dels descobriments recents de Volta; si bé va trobar que el corrent no produïa cap efecte en els pacients, es va interessar de valent en els fenòmens elèctrics, que posteriorment el portaren a fer contribucions molt rellevants a la química. El 1807 fou nomenat professor de medicina i farmàcia al Col·legi de Medicina d'Estocolm, que uns anys més tard esdevindria el reconegut Karolinska Institutet de la capital sueca, on passà a impartir només classes de química i farmàcia. L'any 1808 fou elegit membre de l'Acadèmia Sueca de Ciències i el 1810 en fou nomenat president; la Royal Society de Londres li concedí el 1836 la prestigiosa Medalla Copley. Berzelius no tenia una salut gaire bona i patia migranyes de manera continuada i al fer-se més gran d'atacs de gota i depressions que d'alguna manera afectaren la seva activitat científica – exuberant per altra banda –, i per tal de portar una vida més ordenada, decidí casar-se als 56 anys amb una jove de 24 anys, Elizabeth Poppius, moment en què el rei de Suècia, Carles XIV, li concedí el títol de baró. Si bé el 1832 deixà d'impartir docència continuà treballant activament fins a la seva mort el 1848. Berzelius viatjà sovint per Europa i entrà en contacte amb moltes de les personalitats científiques del moment. El 1807 conegué Hans Christian Ørsted, un dels descobridors de l'electromagnetisme; el 1812 visità Anglaterra i es trobà amb Humphry Davy, autoritat indiscutible de l'electroquímica en aquells moments i que havia descobert alguns elements químics per procediments electroquímics; val a dir que les relacions amb Davy s'alteraren per unes crítiques que Berzelius feu a un llibre seu, i que mai es restabliren del tot. L'any 1818 el passà a París, on conegué químics tan destacats com, Claude L. Berthollet, Joseph-Louis Gay-Lussac, Louis J. Thenard, Jean A. Chaptal, Louis N. Vauquelin, Michel E. Chevreul, i treballà activament amb Pierre L. Dulong sobre la composició estequiomètrica de l'aigua. De retorn a Suècia passà per Alemanya i establí relacions estretes amb els químics tan rellevants com Justus von Liebig, Robert Bunsen i Hermann Kolbe. Aquestes relacions internacionals generaren una molt bona opinió de Berzelius per part dels seus col·legues i a partir d'aleshores molts joves químics europeus anaren a Estocolm a completar la seva formació, com Eilhard Mitscherlich, Heinrich Rose, Gustav Rose, Heinrich Gustav Magnus i Friedrich Wöhler, entre d'altres.

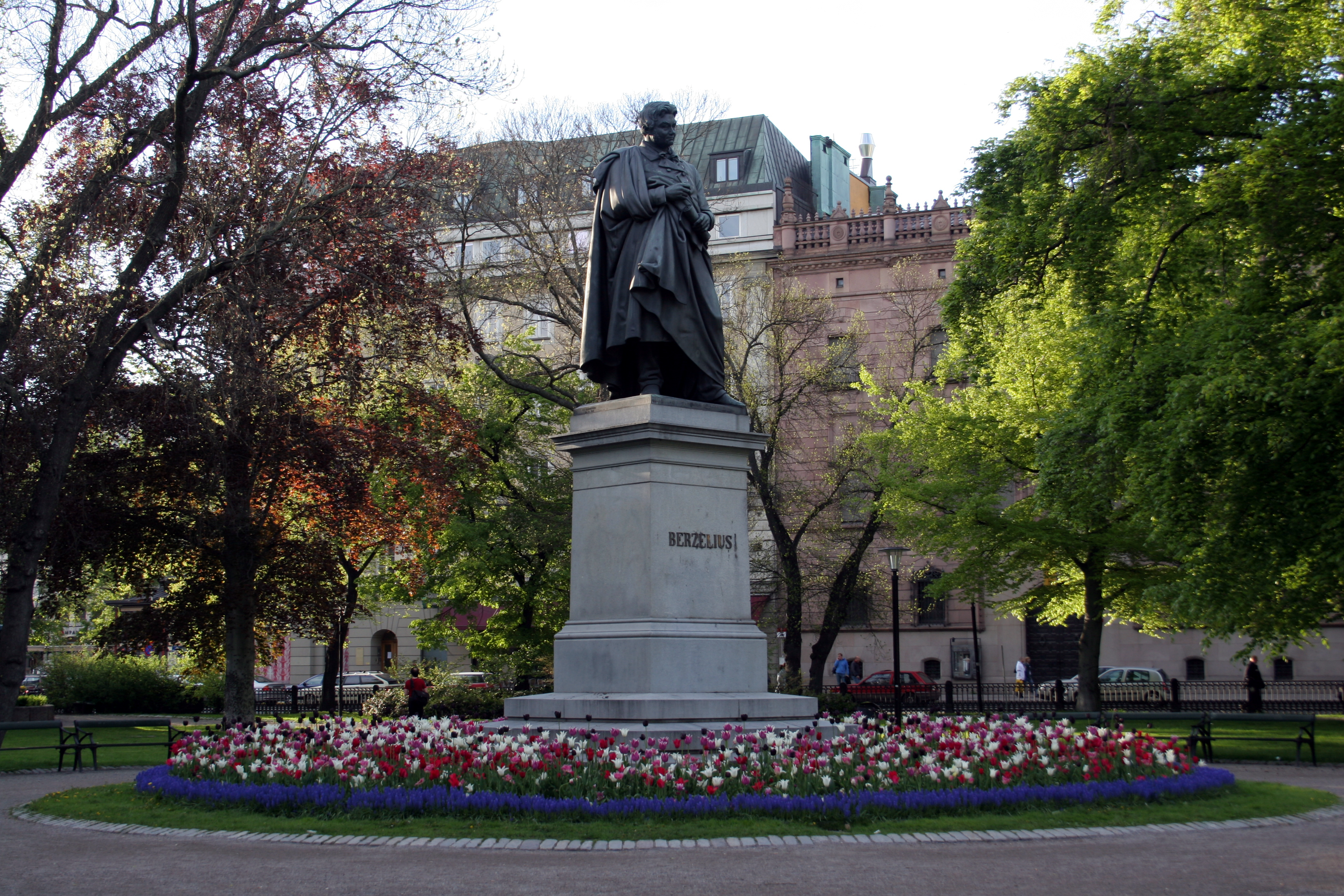
Estàtua de Berzelius en un parc d'Estocolm

## Obra científica

### Teoria electroquímica o dualística
L'època activa de Berzelius coincidí amb la consolidació de la química com a ciència moderna iniciada poc abans per les noves idees de Lavoisier. Berzelius no era només un experimentador hàbil i brillant, sinó que com a bon científic relacionava de manera sistemàtica els fets experimentals, aparentment aïllats, obtinguts al laboratori i proposava models capaços d'explicar els aspectes bàsics de la química. La síntesi més gran de la seva obra és la teoria electroquímica o dualística, mitjançant la qual volia explicar el problema, quasi “etern”, de l'afinitat química, del perquè els elements reaccionen formant determinats compostos. Berzelius s'interessà ben aviat per les interaccions del corrent elèctric amb les substàncies químiques i en col·laboració amb Wilhelm Hisinger, membre destacat de la Societat Galvànica sueca, estudiaren l'acció del corrent sobre diverses àcids, bases i sals inorgànics, i observaren que tots ells es descomponen en components positius i negatius, i quan una substància es descompon, l'electricitat negativa es combina amb la part positiva mentre que el corrent positiu ho fa amb el component positiu del compost, mantenint així la neutralitat elèctrica; quan no hi ha electricitat les parts positiva i negativa del compost es combinen per tal de neutralitzar-se entre si. D'aquesta manera, tots els compostos químics independentment del nombre de constituents pot dividir-se en dues parts, una positiva i una negativa, que es combinen per forces elèctriques. Aquests treballs permeteren una classificació dels compostos químics en dos tipus, electropositius i electronegatius segons es dipositessin en el pol negatiu o positiu, sent l'oxigen i el potassi els elements més electronegatius i electropositiu, respectivament. L'ordenació donada per Berzelius no difereix gaire de la llista actual d'electronegativitat.
Aquesta idea senzilla i atractiva de Berzelius, de què tots els compostos químics eren formats per dues parts, que anomenaven radicals, funcionava bé per als compostos inorgànics, en què els radicals o components eren àtoms dels elements, però fallava en els orgànics, ja que en els suposats radicals eren més complicats, contenien carboni, hidrogen i sovint oxigen. En termes actuals un radical és un grup d'àtoms present en una molècula que li dona unes determinades propietats que persisteix inalterable després d'una reacció química, encara que la resta de la molècula canviï. Per exemple, en el clorur de sodi (NaCl) els radicals serien els àtoms de sodi i de clor, i en el clorur d'etil o cloroetà (CH₃CH₂Cl) serien els àtoms de clor i el grup funcional etil. Precisament els intents fallits d'obtenir els radicals orgànics a partir dels halurs dels hidrocarburs corresponents, generà al teoria dels tipus, una de les primeres a explicar la composició dels compostos orgànics; Berzelius, s'oposà a la teoria dels tipus proposada per Auguste Laurent i Jean B. Dumas fet que danyà la seva reputació. Això no obstant, les aportacions de Berzelius a la química orgànica no són gens negligibles, el 1811, conjuntament amb Gay-Lussac desenvoluparen un mètode de combustió d'anàlisi química que posteriorment fou millorat i apadrinat per von Liebig. Posteriorment publicà l'anàlisi de noves substàncies orgàniques, com l'àcid làctic (àcid 3-hidroxipropanoic) i el pirúvic (àcid 2-oxopropanoic) amb una proposta de fórmules que era la primera vegada que es feia en el camp de l'orgànica; descobrí, també, que l'àcid tàrtric i altres racèmics tenien la mateixa composició, i proposà per primera vegada (1827) l'ús del terme isomeria.

### Elements químics
L'interès en la composició de les substàncies inorgàniques comportà el descobriment de nous elements, per ell mateix com el ceri (l'any 1803), seleni (1817), tori (1828), a més aïllà elements ja coneguts com el silici (1810), titani (1824) i zirconi (1825); altres elements foren descoberts al seu laboratori. Berzelius és ben conegut, també per ser el principal responsable dels símbols químics actuals, basats en la inicial del nom de l'element en llatí o bé de les dues primeres lletres si hi ha dos o més elements amb la mateixa inicial – substituint així les representacions gràfiques basades en cercles, proposada per Dalton–. Els símbols de Berzelius, proposats l'any 1813, foren adoptats ràpidament per la comunitat química i a mitjans del segle xix estaven plenament consolidats. Aquesta proposta de les inicials no era nova del tot – el químic escocès Thomas Thomson ja ho havia fet el 1801 en un article sobre mineralogia - però Berzelius hi introduí un aspecte quantitatiu, la lletra representava també el pes atòmic de l'element i així, les fórmules dels compostos representaven la composició, és a dir la proporció de cada element present en el compost; per tal d'indicar la proporció escrivia inicialment xifres com a superíndexs, per exemple SO³, però ben aviat però es decidí emprar subíndexs. De tota manera l'aportació més transcendent de Berzelius al camp dels elements químics foren les millores introduïdes en la determinació dels pesos atòmics, que li permeteren construir unes taules agafant O = 100 com a referència, i que contenien més de 30 elements, amb uns valors molt pròxims als actuals. A destacar que els valors dels pesos atòmics donats per Berzelius no eren enters – a diferència dels de Dalton – la qual cosa permeté rebatre la hipòtesi de Prout que suposava que tots els elements estaven formats per àtoms d'hidrogen.
Amb els anys Berzelius es tornà més intransigent i es negava a acceptar i reconèixer els nous avenços de la química, que en bona part contradeien les seves teories; els últims anys de la seva vida no foren gaire feliços, si bé continuà sent una figura venerada pels joves químics que milloraren i superaren les seves aportacions a la química. De tota manera exercí una gran influència en la química del seu temps que perdurà algunes dècades, en part pels seus llibres de text entre els que s'ha de destacar el monumental Lärbok i Kemien el famós tractat de química traduït a l'alemany, francès, italià, holandès i espanyol, però que curiosament mai ho fou a l'anglès. A partir de 1821, Berzelius publicà anualment per encàrrec de la Reial Acadèmia de Suècia, un informe crític sobre els articles i textos de química, física i mineralogia que havien aparegut l'any anterior, que puntualment eren traduïts a l'alemany i el francès, que aconseguí ràpidament un gran prestigi i li donà una gran autoritat en la química europea del moment. El llegat de Berzelius s'observa clarament avui dia en el nombre de termes encunyats per ell que encara són ben vius, com isomeria, al·lotropia, catàlisi, proteïna, per citar-ne només alguns.

## Obres
Les principals obres de Berzelius disponibles en internet:
- Nova analysis aquarum medeviensium - 1800 al projete Runeberg
- De electricitatis galvanicae apparatu cel. Volta excitae in corpra organica effectu (la tesi de médicina) - Recherches sur les effets du galvanisme - 1802 al projete Runeberg
- Nouveau système de minéralogie - París, 1819, in-8 a Gallica
- De l'emploi du chalumeau dans les analyses chimiques et les déterminations minéralogiques - traduït al francès en 1821 sur Gallica
- De l'analyse des corps inorganiques - 1827 a Gallica
- Théorie des proportions chimiques et table analytique des poids atomiques des corps simples et leurs combinaisons les plus importantes - 1835 a Gallica
- Traité de chimie minérale, végétale et animale en 6 volums des del 1808 fins al 1830. A Gallica: tom 1, tom 3, tom 4, tom 5, tom 6.
- Élémens de minéralogie appliquée aux sciences chimiques, ouvrage basé sur la méthode de M. Berzelius contenant l'Histoire naturelle et métallurgique des substances minérales, leurs applications à la pharmacie, à la médecine et à l'économie domestique de Jons Jakob Berzelius - Publié en 1837.
- Traité de Chimie. Traduït al francès per A.J.L. Jourdan de Jons Jakob Berzelius - Publicat per Firmin Didot en 1829. La 1a edició es publicà a Estocolm de 1808 a 1818 en 3 volums.